# Conomitrium reflexum
Conomitrium reflexum là một loài Rêu trong họ Fissidentaceae. Loài này được (Hampe) A. Jaeger mô tả khoa học đầu tiên năm 1876.